# Вуглефікація
Вуглефікація (рос. углефикация, англ. coalification; нім. Inkohlung f, Kohlenbildung f, Kohlung f) — природний процес структурно-молекулярного перетворення (метаморфізації) органічної речовини вугілля під впливом високого тиску та температур.

## Загальний опис
Вуглефікація — фаза вуглеутворення, в якій похований в надрах Землі торф послідовно перетворюється (за відповідних умов) спочатку в буре, потім в кам'яне вугілля і антрацит. При цьому підвищується вміст вуглецю, знижується вихід летких речовин, збільшується відбивна здатність геліфікованих компонентів.
Виділяють 2 стадії вуглефікації: діагенез і метаморфізм вугілля. У стадії діагенезу завершуються гуміфікація рослинного матеріалу, старіння і затвердіння колоїдів, відбуваються дегідратація, виділення газів та інших діагенетичних перетворень органічних і мінеральних компонентів, складається петрографічний склад вугілля. Подальший метаморфізм вугілля — сукупність фізико-механічних процесів, зумовлених тривалим впливом підвищених температур і тиску при зануренні вугленосних товщ у надра Землі, приводить до структурно-молекулярного перетворення мікрокомпонентів вугілля та істотних змін їх хімічного складу і фізичних властивостей.
За сукупністю основних показників складу і властивостей виділяють 3 ступені вуглефікації: нижчий (буровугільний), середній (кам.-вугільний) і вищий (антрацитовий). Ступінь вуглефікації вугілля відображає його геологічний вік. «Наймолодше» в геологічному відношенні — буре вугілля, «найстаріше» — антрацит. Імовірно, що швидкість вказаного занурення визначає своєрідні властивості вугілля середньої стадії вуглефікації.
У загальному безперервному і безповоротному процесі вуглефікації провідним її показником є послідовне наростання в елементному складі кількості органічних речовин вугілля, відносного вмісту вуглецю, зниження вмісту кисню, а на вищих стадіях вуглефікації — водню і азоту. З підвищенням ступеня вуглефікації зростають блиск і відбивна здатність вугілля, оптична анізотропія, мікротвердість, змінюються мікрокрихкість, тріщинуватість, люмінесценція, густина органічної маси, гідрофільність, теплопровідність, електрич. властивості, швидкість проходження ультразвуку, спікливість, теплота згоряння.
Від ступеня вуглефікації залежать: хімічний склад, фізичні і технологічні властивості вугілля, які визначають можливі і найраціональніші напрями його використання.